# نیکولای چوژیکوف
نیکولای چوژیکوف (انگلیسی: Nikolai Chuzhikov؛ زادهٔ ۵ مهٔ ۱۹۳۸) قایقران کانو اهل اتحاد جماهیر شوروی سوسیالیستی است.